# 1999 CY131
1999 CY131, também escrito como 1999 CY131, é um objeto transnetuniano (TNO) que está localizado no cinturão de Kuiper, uma região do Sistema Solar. Este corpo celeste é classificado como um cubewano. Ele possui uma magnitude absoluta (H) de 8,1 e, tem um diâmetro estimado com cerca de 106 km, por isso é pouco provável que possa ser classificado como um planeta anão, devido ao seu tamanho relativamente pequeno.

## Descoberta
1999 CY131 foi descoberto no dia 11 de fevereiro de 1999 pelos astrônomos C. A. Trujillo, J. X. Luu e D. C. Jewitt.

## Órbita
A órbita de 1999 CY131 tem uma excentricidade de 0.135 e possui um semieixo maior de 43.923 UA. O seu periélio leva o mesmo a uma distância de 37.995 UA em relação ao Sol e seu afélio a 49.851.